# Otto Fuchs

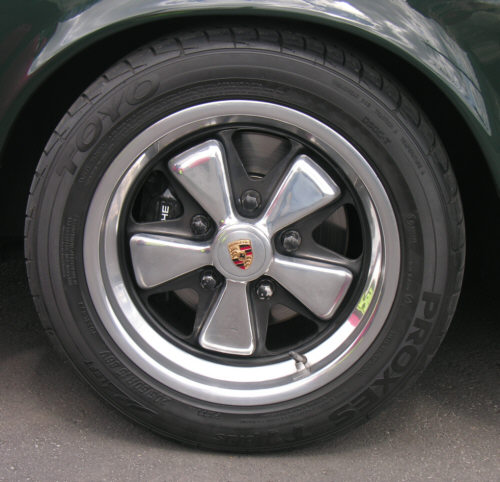
Cerchio fuchs

L'Otto Fuchs KG è una società con sede a Meinerzhagen. La società si occupa della lavorazione dei metalli (fucinatura, estrusione e laminazione anello) per l'industria automobilistica, di ingegneria aerospaziale, di costruzioni e ingegneria meccanica. Fondata nel 1910, nel 2011 contava 9.020 dipendenti, con un fatturato di 3032 milioni di euro.
L'azienda è nota per la fornitura dagli anni 60 di cerchi in lega alla Porsche.
L'azienda è stata fondata da Otto Fuchs il 2 maggio 1910, inizialmente come una piccola fonderia di ottone. Quando Fuchs morì nel 1931, il figlio Hans Joachim Fuchs rilevò la società e ampliò negli anni '30 la produzione per includere la lavorazione dell'alluminio.
Ha collaborato con l'industria dell'aviazione nazionale tedesca durante la seconda guerra mondiale. La Fuchs ha successivamente incluso nel programma di produzione e lavorazione anche il magnesio. Durante la guerra, fu soggetta all'influenza e alla supervisione del regime nazista.
Negli anni '50, a causa della forte richiesta da parte dell'aviazione dell'inedito titanio, la Fuchs ne ha iniziato la lavorazione e da allora ha fabbricato parti in titanio forgiato per aeroplani.